# Misión (cristianismo)

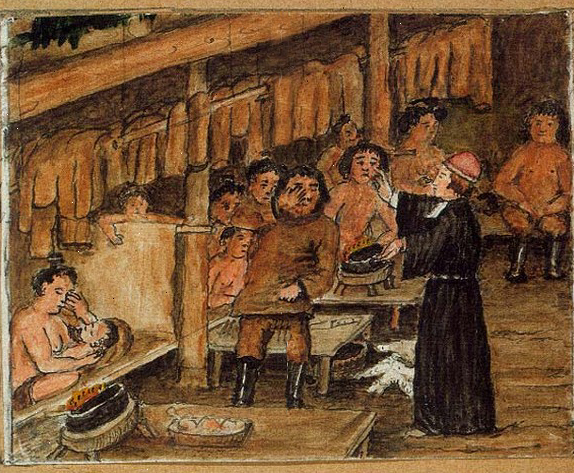
"Misioneros y groenlandeses" de Aron of Kangeq (1822-1869)

Misión es la predicación del evangelio llevada a cabo por religiosos que se desplazan entre localidades o fuera del país de origen. Puede referirse también a los asentamientos o colonias establecidas por misioneros para evangelizar a los nativos en regiones inhóspitas y a su vez prestarles ayuda humanitaria, como también puede referirse a organizaciones religiosas evangélicas responsables del envío de misioneros para la predicación. En México también se le conoce así al conjunto de edificaciones con una iglesia como punto focal construido en el periodo novohispano como parte de la colonización española y tlaxcalteca del territorio. Las misiones eran espacios para el sometimiento y conversión de los indígenas locales a la religión católica. Sus constructores procuraban también que comunidades nómadas se establecieran de forma permanente en torno a ellas. Las misiones fueron comunes en zonas de difícil acceso o en las periferias de los territorios controlados por la Corona española.

## Origen
Según los Evangelios, la gran Comisión fue dada a los discípulos por  Jesús después de su resurrección, en el Evangelio de Mateo, capítulo 28, versículos 19 y 20 : "Ve, haz discípulos de todas las naciones, bautizándolos en el nombre de Padre, Hijo y Espíritu Santo, enséñales a guardar todo lo que te he mandado". La primera misión se llevó a cabo el día Pentecostés en Jerusalén, donde según Hechos de los Apóstoles, capítulo 2, tres mil personas de diversos orígenes se convirtieron en cristianos después de que todos hayan escuchado las buenas nuevas de la resurrección de Jesús en su propio idioma. Posteriormente se fundaron y establecieron organizaciones misioneras en varios países del mundo.